# Polistes nipponensis
Polistes nipponensis är en getingart som beskrevs av Perkins 1905. Polistes nipponensis ingår i släktet pappersgetingar, och familjen getingar. Inga underarter finns listade i Catalogue of Life.